# Kree
I Kree, conosciuti anche come Ruul, sono personaggi dei fumetti creati da Stan Lee e Jack Kirby, pubblicati dalla Marvel Comics. La loro prima apparizione è in The Fantastic Four (vol. 1) n. 64 (luglio 1967). Sono una delle razze aliene dell'universo Marvel, tra le più progredite scientificamente e tecnologicamente. I Kree sono originari del pianeta Hala, che si trova nella Grande Nube di Magellano.

## Storia
I Kree raggiunsero un livello tecnologico avanzato in poco tempo grazie agli Skrull che mandarono dei loro emissari ad Hala, pianeta natale dei Kree, e diedero loro dei doni di elevata tecnologia, così che i Kree potessero essere un giorno portati all'interno dell'impero Skrull.
Successivamente gli Skrull scoprirono che oltre ai Kree esisteva un'altra specie che viveva su Hala, le piante senzienti chiamate Cotati. Gli Skrull determinarono che i Cotati avevano un maggiore valore genetico dei Kree. Adirati, i Kree eliminarono sia i Cotati che gli ambasciatori Skrull e si appropriarono della tecnologia che gli emissari avevano portato. La notizia dell'uccisione degli ambasciatori non trapelò nell'impero Skrull e i Kree ebbero il tempo necessario per padroneggiare la tecnologia rubata.
Decenni più tardi i Kree incominciarono ad esplorare la Galassia di Andromeda, e attaccarono degli avamposti e lo stesso pianeta Skrullos, all'epoca cuore dell'impero Skrull.
Gli Skrull si vendicarono contrattaccando. Così cominciò la guerra Kree-Skrull che proseguì persino milioni di anni più tardi.
Nel frattempo, i Cotati del pianeta Hala vennero quasi portati all'estinzione dai Kree, ma un piccolo gruppo di Kree pacifisti, i sacerdoti di Pama, nascosero e tennero al sicuro gli ultimi Cotati rimasti per poi sparpagliarli in giro per l'universo per salvarli.
Successivamente, degli scienziati Kree, sapendo che gli Skrull avevano usato un Cubo Cosmico in passato, crearono un super computer chiamato Suprema Intelligenza (talvolta chiamato anche Supremor) e chiesero al computer di aiutarli a creare un loro cubo cosmico. La Suprema Intelligenza rifiutò, determinando che un cubo cosmico è troppo pericoloso. Con il passare degli anni, la Suprema Intelligenza acquisì sempre più poteri e responsabilità politiche fino a diventare il sovrano dell'impero Kree.
I Kree entrarono in contatto con la Terra a seguito della distruzione del robot/Kree Sentry da parte dei Fantastici Quattro, durante una loro vacanza su un'isola del pacifico. L'Intelligenza Suprema decise di mandare Ronan l'accusatore per giustiziarli. Avendo fallito, i Kree mandarono il primo Capitan Marvel sulla terra come spia per tener d'occhio gli umani.
In realtà, in un lontano passato, i Kree erano già stati sul pianeta Terra. Infatti, per superare il gap genetico che impedisce loro l'evoluzione, fecero degli esperimenti su un gruppo di primitivi esseri umani. Tali esperimenti diedero vita ad un nuovo ceppo genetico ed alla razza degli Inumani che, nelle intenzioni originarie dei Kree, sarebbero dovuti essere dei potenti ed inarrestabili soldati che avrebbero rovesciato le sorti del conflitto con l'impero degli Skrull.

### La Guerra Kree-Skrull
L'importanza della Terra come punto strategico nel conflitto tra Kree e Skrull divenne evidente quando i Vendicatori rimasero coinvolti. Gli Skrull si infiltrarono tra gli umani con lo scopo di controllare le infrastrutture politiche degli Stati Uniti d'America. Nel frattempo i Kree cercarono di ristabilire i loro legami con gli Inumani, all'inizio per degli scambi di tecnologia, ma presto rivelarono delle intenzioni più sinistre.
Capitan Marvel (Mar-Vell), ex-eroe di guerra dell'impero Kree, chiese aiuto ai Vendicatori, avvertendoli che Ronan l'accusatore ha intenzione di far regredire l'umanità allo stadio di ominidi usando una macchina esotica. I piani di Ronan vennero fermati da Mar-Vell, i Vendicatori e Rick Jones, ma questo si rivelò solo la punta dell'iceberg.
Mentre il conflitto divenne più aspro, un gruppo di Vendicatori guidato da Capitan America, Iron Man e Thor venne richiamato dopo che una squadra di Skrull, comandata dal Super-Skrull, catturò Mar-Vell, Quicksilver e Scarlet Witch. Gli Skrull pianificarono di distruggere gli Inumani con un ordigno nucleare ma fallirono quando i Vendicatori intervennero. Durante lo scontro, il Super-Skrull fuggì sulla nave ammiraglia degli Skrull, portando con sé i tre prigionieri.
All'inseguimento del Super-Skrull, i Vendicatori si imbatterono in due armate di astronavi degli Skrull e dei Kree vicino alla Terra pronte a combattersi per il dominio del pianeta e un conflitto civile tra la Suprema Intelligenza e Ronan l'accusatore.
La situazione venne risolta quando la Suprema Intelligenza conferì a Rick Jones dei grandi poteri psichici che usò per immobilizzare le armate Kree e Skrull, permettendo alla Suprema Intelligenza di riottenere il controllo e di fermare la guerra.
Lo sforzo fu troppo grande per Rick Jones, dopo il suo collasso, la Suprema Intelligenza portò i Vendicatori e Mar-Vell vicino al ragazzo per ammirare il suo sacrificio. Mar-Vell decise di salvare la vita a Rick fondendo il suo corpo con quello di Rick, pur sapendo che così avrebbe rinunciato alla sua libertà individuale.

### Nuovi conflitti con gli Skrull
Un nuovo scontro tra Kree e Skrull avviene quando gli Skrull persero momentaneamente la loro abilità di mutare forma e la Suprema Intelligenza ne approfitta per ricominciare le ostilità. La Suprema Intelligenza venne gravemente danneggiata da Silver Surfer quando quest'ultimo rimosse dal computer la gemma dell'anima, che la suprema intelligenza usò per mantenere l'equilibrio tra i suoi componenti Kree blu e rosa.
Successivamente, Nenora, una spia Skrull bloccata nella forma di un ufficiale Kree di alto rango, assume il controllo dell'impero Kree con l'intenzione di conquistare la sua stessa razza. Il conflitto fu fermato quando l'imperatrice Skrull S'ybill uccise Nenora. Il governo dell'impero Kree venne affidato a un alieno chiamato Clumsy Foulup, che venne presto assassinato da dei soldati Kree.

### Operazione Tempesta nella Galassia
I Kree si ritrovarono in una nuova guerra, questa volta con l'impero Shi'ar. Il conflitto venne segretamente manipolato dagli Skrull e dalla Suprema Intelligenza.
I Vendicatori intervennero quando gli Shi'ar aprirono un portale nel sistema solare per poter avvicinarsi al territorio dei Kree, incuranti dei danni che il portale potrebbe causare al sole. L'arrivo dei Vendicatori diede inizio a una catena di eventi che culminò con la detonazione di una Nega-Bomba degli Shi'ar che devastò l'impero Kree. I Vendicatori scoprirono che fu la Suprema Intelligenza a manipolare gli eventi fino alla Nega-Bomba, pensando che avrebbe rimosso la stagnazione evolutiva dei Kree sacrificando parte della popolazione.
Il territorio dei Kree venne annesso all'impero Shi'ar.

### Ruul e Retcon
I Kree sopravvissuti furono mutati in Ruul dalla Suprema Intelligenza e il Cristallo Eterno, un potente artefatto mistico, e l'impero Kree riottenne la sua indipendenza dagli Shi'ar. I Ruul furono gli antagonisti principali della saga Maximum Security, presentandosi inizialmente come una nuova e misteriosa razza fino alla rivelazione della loro identità.
Quando l'universo venne distrutto e ricreato da Genis-Vell ed Entropia, il figlio di Eternità, i Kree tornarono alla loro forma originale.

### Annihilation e Annihilation: Conquest
Durante la saga di Annihilation, l'impero Kree venne comandato dalla casata dei mercanti Fiyero che furono segretamente in combutta con Annihilus e ridussero in stato comatoso la Suprema Intelligenza. Molti soldati Kree fecero parte del Fronte Unito di Richard Rider e alla fine Ronan l'accusatore, giustiziò i Fiyero e assunse il governo dei Kree.
Durante Annihilation: Conquest, l'impero Kree venne assimilato dai Phalanx quando i cavalieri spaziali di Galador, che furono già assimilati, infettarono la rete di sicurezza dei Kree. I Kree vennero salvati da Nova e i Guardiani Della Galassia.

### Secret Invasion
Un agente dei Kree sulla Terra scopre il piano degli Skrull di invadere il pianeta ma viene ucciso prima di chiamare aiuto.
Noh-Varr, un giovane guerriero Kree, dichiara la Terra sotto la protezione dei Kree e prende parte nella lotta contro gli Skrull. Noh-Varr venne acclamato come eroe sia dagli umani che dai Kree e decise di prendere il titolo di Capitan Marvel. Fece parte dei Vendicatori di Norman Osborn per poi abbandonarli dopo aver scoperto la loro vera natura. Durante la sua fuga, Noh-Varr entra in contatto con la Suprema Intelligenza che lo nomina protettore della Terra e gli conferisce un paio di Nega Bande.
Ronan l'accusatore si allea con la famiglia reale degli Inumani per salvare Freccia Nera dagli Skrull. Ronan si è accordato di aiutare gli Inumani in cambio della mano di Crystal.

### War of Kings
In questa miniserie, gli Inumani, su ordine di Freccia Nera, si impongono sui Kree, momentaneamente guidati da Ronan, e prendono la guida dell'impero. La nuova alleanza viene suggellata con il matrimonio tra l'accusatore e Crystal della famiglia reale inumana.

## Biologia
I Kree hanno per la maggior parte fattezze umanoidi ma con la pelle di colore blu. Esiste anche una minoranza di individui con la pelle rosa, identici ai terrestri di etnia caucasica.
I Kree hanno una forza fisica superiore a quella degli umani e richiedono una maggiore quantità di azoto per respirare bene. I loro corpi sono adatti alle condizioni del loro pianeta d'origine Hala, che ha una gravità e una quantità di azoto superiori a quelle della Terra. Sulla Terra, la forza e l'agilità dei Kree aumenta per via della gravità minore, ma non possono respirare senza delle apparecchiature adatte. I Kree adulti sono alti dai 1,5 ai 2,4 metri
Sono diventati incapaci di evolvere dopo che uno di loro ha cercato di prendere il Cristallo Della Visione Suprema e di usarlo per diventare un dio. Per punizione, il cristallo bloccò il processo evolutivo dei Kree. Per cercare di risolvere questo problema, i Kree si incrociarono con altre razze, dando origine ai Kree dalla pelle rosa. I Kree valorizzano la loro purezza genetica e hanno reso illegale per chiunque non appartenga alla loro razza di fecondare una Kree.
L'Intelligenza Suprema cercò di riavviare il processo evolutivo dei Kree durante la storyline Operazione Tempesta nella Galassia, facendo in modo che il 90% della popolazione Kree venisse sterminata dalla Nega-Bomba degli Shi'ar e di mutare i sopravvissuti con il Cristallo Eterno.
Tra i Kree vi sono alcuni individui dotati di abilità speciali sviluppate attraverso delle mutazioni, con l'ingegneria genetica o la cibernetica come Capitan Mar-Vell, Ronan l'Accusatore, Capitan Atlas, Dottor Minerva, Shatterax e Korath.

## Cultura
I Kree sono una società militarista e imperialista la cui forma di religione più diffusa è la venerazione della Suprema Intelligenza. Una minoranza pratica la religione pacifista dei Cotati, che è proibita (nelle storie di Capitan Mar-Vell vengono menzionati degli idoli chiamati Tam-Borr, Zo e Pama). Alcuni sono membri della Chiesa Universale della Verità.
L'Impero dei Kree si estende per un migliaio di mondi nel lobo nordovest della Grande Nube di Magellano con degli avamposti in altre galassie.
I nomi dei Kree sono solitamente corti, fatti di una o due sillabe. I nomi sono separati dai cognomi da una lineetta. Esempi includono Mar-Vell, Yon-Rogg, Una-Rogg.

## Governo
L'impero Kree è una dittatura militare-tecnocratica governata dalla Suprema Intelligenza, un super computer organico creato dalla fusione delle più grandi menti scientifiche, filosofiche e militari della storia dei Kree. Durante dei malfunzionamenti o assenze della Suprema Intelligenza, l'impero diventa una monarchia dove la Suprema Intelligenza è temporaneamente sostituita da Nenora, Zarek, Ael-Dan, Dar-Ben, Phae-Dor, Tus-Katt, Morag, Ronan e più recentemente Freccia Nera degli Inumani.

## Tecnologia
La tecnologia Kree include astronavi che possono viaggiare a velocità Warp, potenti mecha da guerra come i Sentry (Kree) e i Destructoid, ingegneria genetica, tecnologia psionica come lo Psyche-Magnetron e armi avanzate come l'Uni-Raggio. Possiedono anche il proiettore delle omni-onde, uno strumento che permette di comunicare attraverso l'iperspazio.

## Personaggi Kree
- Intelligenza Suprema
- Ronan l'accusatore
- Yon-Rogg
- Dar-Benn
- Mar-Vell
- Korath
- Minn-Erva
- Hala l'accusatrice
- Capitan Atlas
- Bron-Char
- Noh-Varr
- Zarek
- Ty-Rone

## Altri media

### Marvel Cinematic Universe
- Nella serie televisiva Agents of S.H.I.E.L.D., trasmessa dal 2013 dalla ABC e ambientata nel Marvel Cinematic Universe, vengono introdotti informalmente i Kree all'interno del franchise. Nell'episodio T.A.H.I.T.I. della serie televisiva Agents of S.H.I.E.L.D. appare infatti il cadavere di un umanoide molto simile ai Kree. Il produttore esecutivo Jeffrey Bell ha in seguito confermato si trattasse effettivamente del corpo di un Kree.[2] Nell'episodio 19 della terza stagione compaiono i Kree mietitori, mentre nella quinta stagione vengono introdotti i Kree Kasius (Dominic Rains), Sinara (Florence Faivre), Hek-Sel (Luke Massy) e il fratello di Kasius, Faulnak (Samuel Rourkin), che esistono nell'anno 2091.
- Nel film Guardiani della Galassia (2014), compare per la prima volta la versione cinematografica dell'Impero Kree, rappresentato dal nemico principale dei Guardiani della Galassia, ovvero Ronan l'accusatore (Lee Pace).
- La civiltà dei Kree con la capitale Hala compare ufficialmente in Captain Marvel (2019); qui sono i veri antagonisti del film, guidati, in eterno, dalla Suprema Intelligenza (Annette Bening). Nel film compare la Starforce e sono composti da Yon-Rogg (Jude Law), Minn-Erva (Gemma Chan), Korath (Djimon Hounsou), Att-Lass (Algenis Perez Soto) e Bron-Char (Rune Temte).
- I Kree Dar-Benn (interpretata da Zawe Ashton) e Ty-Rone (interpretato da Daniel Ings) compaiono anche in The Marvels (2023). Dar-Benn è l'antagonista principale del film, nonché la quarta donna degli antagonisti principali nella serie di film dell'MCU, dopo Hela (in Thor: Ragnarok), Ghost (in Ant-Man and the Wasp), Scarlet Witch (in Doctor Strange nel Multiverso della Follia).

### Televisione
- I Kree compaiono nelle serie animate Silver Surfer, I Fantastici 4 - I più grandi eroi del mondo, Avengers - I più potenti eroi della Terra, Disk Wars: Avengers e Guardiani della Galassia.

### Videogiochi
- I Kree compaiono in Guardians of the Galaxy: The Telltale Series. Un gruppo di Kree guidati da Hala L'Accusatore ha intenzione di prendere la Forgia dell'Eternità per ricreare il pianeta Hala distrutto da Thanos.